# Armada (Míchigan)
Armada es una villa ubicada en el condado de Macomb en el estado estadounidense de Míchigan. En el Censo de 2010 tenía una población de 1730 habitantes y una densidad poblacional de 875,43 personas por km².

## Geografía
Armada se encuentra ubicada en las coordenadas 42°50′32″N 82°52′52″O / 42.84222, -82.88111. Según la Oficina del Censo de los Estados Unidos, Armada tiene una superficie total de 1.98 km², de la cual 1.97 km² corresponden a tierra firme y (0.26%) 0.01 km² es agua.

## Demografía
Según el censo de 2010, había 1730 personas residiendo en Armada. La densidad de población era de 875,43 hab./km². De los 1730 habitantes, Armada estaba compuesto por el 98.03% blancos, el 0.35% eran afroamericanos, el 0.12% eran amerindios, el 0.12% eran asiáticos, el 0.06% eran isleños del Pacífico, el 0.4% eran de otras razas y el 0.92% pertenecían a dos o más razas. Del total de la población el 2.6% eran hispanos o latinos de cualquier raza.